# Giovanni Bozzuto
Giovanni Bozzuto, detto Giovannello (XIV secolo – 1423) è stato un funzionario, militare e ambasciatore italiano, cameriere del Re di Sicilia, capitano e notaio di Bari, capitano e signore di Afragola e signore di Frattaminore e Loseto.

## Biografia

### Famiglia e origini
Giovanni Bozzuto nacque nella seconda metà del XIV secolo da Nicola, fratello dell'arcivescovo Ludovico Bozzuto.

### Al servizio dei Durazzeschi
Nel 1381 acquistò insieme ai fratelli Giordano e Giacomo la parte feudale e burgensatica di Afragola dal re Carlo III di Napoli e sua moglie Margherita di Durazzo per 750 once, perdendola nel 1401 in seguito alla vendita a Giovannello Capece Tomacelli; ne ritornò in possesso dopo il 1407 fino al 1419, anno in cui ottenne anche la giurisdizione criminale su Frattaminore e Loseto.
Fu un partigiano dei Durazzeschi e nel 1384 seguì Carlo III di Napoli in Puglia per combattere contro Luigi I d'Angiò, mentre nel 1394 accompagnò Ladislao I di Napoli a Roma per convincere papa Bonifacio IX a sostenerli nella lotta contro Luigi II d'Angiò.
Inoltre, fu nominato signore di Frattaminore nel 1398  e partecipò alla battaglia svoltasi nel settembre del 1394 tra Angioini e Durazzeschi nei pressi di Bari.
Nel dicembre dello stesso anno presenziò al parlamento generale tenuto da Ladislao, durante il quale il re congedò tutti i baroni che avevano combattuto al suo fianco.

### Incarichi politici e diplomatici
Nel 1399 fu nominato capitano di Bari, con privilegio di non dover sottostare a sindacato, come viene riportato in un documento del 27 novembre 1404.
Probabilmente in quegli anni sposò Roberta Carofili, figlia di Antonio Carofilio, dalla quale ebbe diversi figli, come Nicola, Palamede, Flaminio, Maria e Cecilia. Nel 1414 fu imprigionato nel castello di Bari sotto accusa di lesa maestà, come viene riportato in un documento.
Nel 1418-1420 fu investito del notariato di Bari e, nel marzo dello stesso anno, si recò, per ordine di Giovanna II di Napoli, con Francesco Orsini e Antonello Poderico, presso Alfonso V d'Aragona per chiedere il suo aiuto contro Luigi III d'Angiò.
La regina Giovanna II di Napoli, come ricompensa per i danni subiti nelle sue terre baresi durante le lotte con le truppe avversarie, gli concesse la licenza di esportare duecento salme annue di grano dai porti di Puglia, estesa anche a suo figlio Nicola, il quale dopo la morte del padre gli succedette come signore di Afragola.